# تسکاتک
تسکاتک، روستایی است از توابع بخش مرکزی شهرستان نوشهر در استان مازندران ایران.
|شهدای روستا:رجبعلی کاظمی ،سعدی نوری، بیژن نظری ،علیمحمد آهنگریان،رضاکاظم پور
|اعضای شورای اسلامی:نورعلی خواجوند عابدینی،احمدعلی نوری،سید مرتضی حسینی
|دهیار:امیرعباس خواجوند عابدینی
از شرق به پارک جنگلی سیسنگان و از غرب به روستای علی آباد عسگرخان و از شمال به دریای خزر و از جنوب به رشته کوههای البرز محدود میشود

## جمعیت
این روستا در دهستان بلده کجور قرار دارد و براساس سرشماری مرکز آمار ایران در سال ۱۳۸۵، جمعیت آن ۱۴۲۳ نفر (۳۷۶خانوار) بوده‌است. مردم  تسکاتک از قومیت طبری هستند. مردم  تسکاتک به زبان طبری با گویش کجوری سخن می‌گویند.